# Carex deciduisquama
Carex deciduisquama är en halvgräsart som beskrevs av Fa Tsuan Wang, Tang och Pei Chun Qiong Li. Carex deciduisquama ingår i släktet starrar, och familjen halvgräs. Inga underarter finns listade i Catalogue of Life.